# Kalzinose
Kalzinose (lateinisch Calcinosis)  bedeutet Kalkreichtum und ist der Name für die krankhafte Ablagerung von Calciumsalzen (als amorphes Hydroxylapatit, Calciumphosphat oder Calciumpyrophosphat und kleinere Mengen von Calciumcarbonat) in der Haut und in Körperorganen.

## Formen

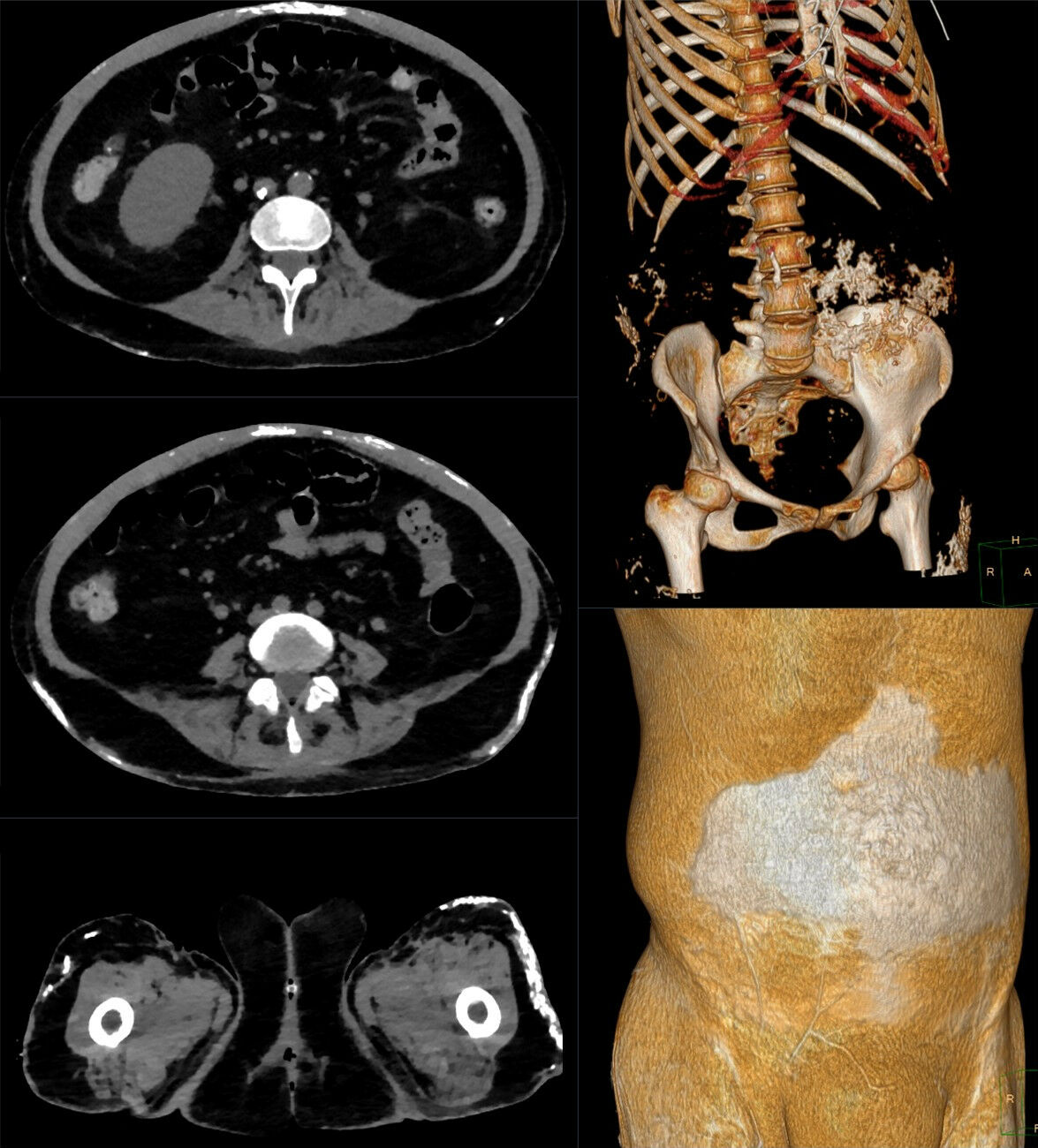
Calcinosis cutis bei Graft-versus-Host-Reaktion nach Stammzelltransplantation in der Computertomografie.

Calcinosis cutis ist eine Kalzinose der Haut. Die Kategorisierung von Unterformen ist insbesondere in englischsprachigen und deutschsprachigen Gebieten nicht einheitlich. Zu den Unterformen zählen:
- Calcinosis metastatica ist eine Form der Calcinosis cutis, bei welcher der Calciumphosphatstoffwechsel gestört ist (siehe Hyperkalzämie). Hierbei sind Ablagerungen auch in den inneren Organen möglich, z. B. Niere, Magen oder Lunge.
- Calcinosis metabolica wird je nach Auftreten der Calciumsalze in die Calcinosis circumscripta (auch: Calcinosis localisata) mit einzelnen kleinen Knötchen in der Haut und den Gelenken und die Calcinosis universalis (auch: Calcinosis generalisata oder Calcinosis diffusa) mit zahlreichen Ablagerungen in der Haut, Unterhaut und anderen Organen unterschieden. Die Calcinosis universalis wird auch als Lipokalzinogranulomatose bezeichnet.
- Calcinosis dystrophica sind Kalkablagerungen ohne nachweisbare Störung des Calciumstoffwechsels und können Begleiterscheinung bei mehreren Krankheiten wie Tumoren, Varizen, Phlebolithen, tuberkulösen Lymphomen und lokalen Traumata sein.
- Idiopathische Kalzinose ist eine Form, bei der weder Stoffwechselstörungen noch andere äußere Einflüsse festgestellt werden, hierbei ist meist eine Fläche betroffen
- Iatrogene Kalzinose als Folge einer Behandlung

Calcinosis intervertebralis sind Kalkablagerungen in den Zwischenwirbelscheiben, meistens als Folge rheumatischer Prozesse oder bei Ochronose.
Eine gutartige, sehr seltene Kalzinose unklarer Ursache ist die Lipokalzinogranulomatose (auch tumoröse Kalzinose oder Morbus Teutschländer), bei der es in den Weichteilen in unmittelbarer Nachbarschaft der großen Gelenke zu einem langsamen Wachstum von verkalkten Tumoren kommt. Die Ursache sind Mutationen in den Genen für GALNT3, FGF23 oder KLOTHO. Betroffen hiervon sind hauptsächlich Schwarzafrikaner bis zum 20. Lebensjahr.
Beim Haushund ist die Calcinosis cutis ein häufiges Symptom eines Cushing-Syndroms.